# Flappy Bird
Flappy Bird je mobilní hra z roku 2013, vytvořená vietnamským vývojářem Nguyễn Hà Đồng (Dong Nguyen). Hru publikovala společnost GEARS Studios, která obsahuje pouze jednoho vývojáře se sídlem rovněž ve Vietnamu.

## Ovládání a průběh hry
Hra je side-scroller, kde hráč ovládá postavu ptáka, přičemž se pokouší prolétat mezi řadami zelených trubek, aniž by s nimi přišel do kontaktu. Tento pták po každém kliknutí hráče vyletí o značný kus nahoru. To klade nároky na správné načasování hráčových vstupů, protože pohyb ptáka neustává a snadno se může dostat do kolize s překážkou. 

## Vývoj
Hra byla vypuštěna 24. května 2013, ale populární se stala až roku 2014. Byla kritizována za svou úroveň obtížnosti, údajné plagiátorství v grafice, herní mechaniku a že je návyková. Na konci ledna 2014 byla nejstahovanější hrou zdarma na iOS a App Store. Během tohoto období její developer tvrdil, že Flappy Bird vydělal 50 000 $ za den z in-app reklamy.
Flappy Bird byl odstraněn z App Store a Google Play jeho tvůrcem 10. února 2014 kvůli pocitu viny nad tím, že uživatelé hru považovali za návykovou. Hry podobné Flappy Bird jsou stále populární na iTunes a App Store. Ostatní napodobeniny byly odstraněny z jejich app obchodů za to, že se příliš podobaly originálu. Hra byla také distribuována prostřednictvím neoficiálních kanálů na různých platformách.
V srpnu 2014 přepracovaná verze Flappy Bird byla nazvaná Flapp.